# Benjamin Wildman-Tobriner
Benjamin Marshall „Ben“ Wildman-Tobriner (* 21. September 1984 in San Francisco, Kalifornien) ist ein ehemaliger US-amerikanischer Schwimmer.
Er gewann bei den Schwimmweltmeisterschaften 2007 in Melbourne überraschend die Goldmedaille über 50 m Freistil. Bei den Olympischen Spielen 2008 in Peking gewann Wildman-Tobriner die Goldmedaille mit der 4 × 100-m-Freistilstaffel, für die er im Vorlauf angetreten war. Die spätere Finalbesetzung hieß Michael Phelps, Garrett Weber-Gale, Cullen Jones und Jason Lezak. Außerdem wurde er über 50 m Freistil Fünfter.